# Torri costiere del Granducato di Toscana

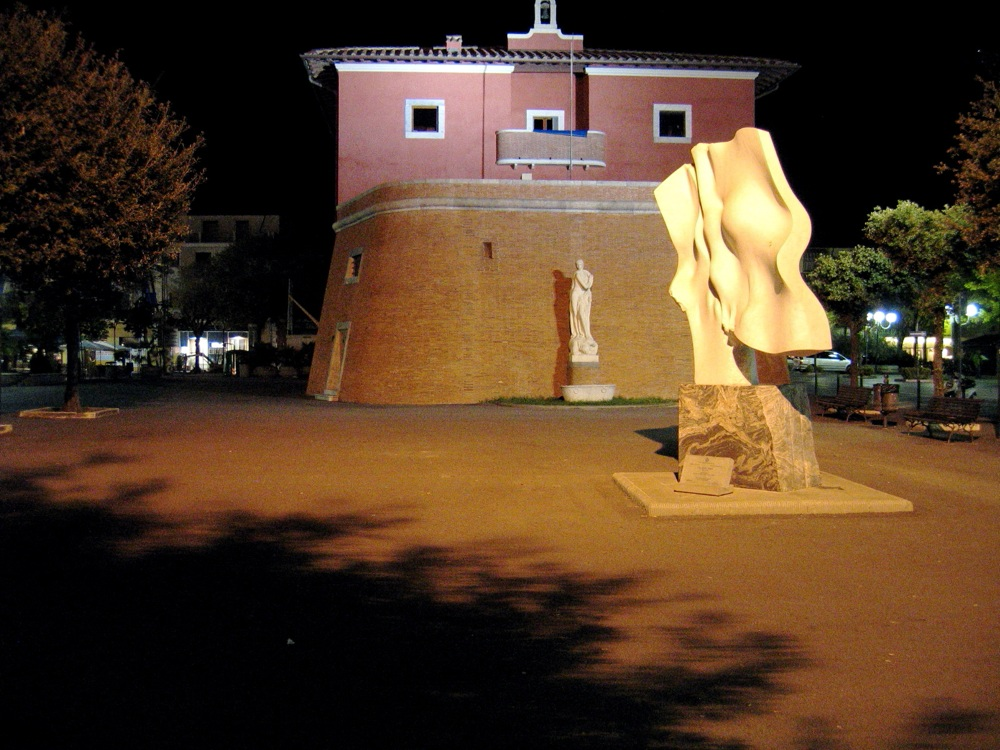
Il Forte Lorenese di Forte dei Marmi

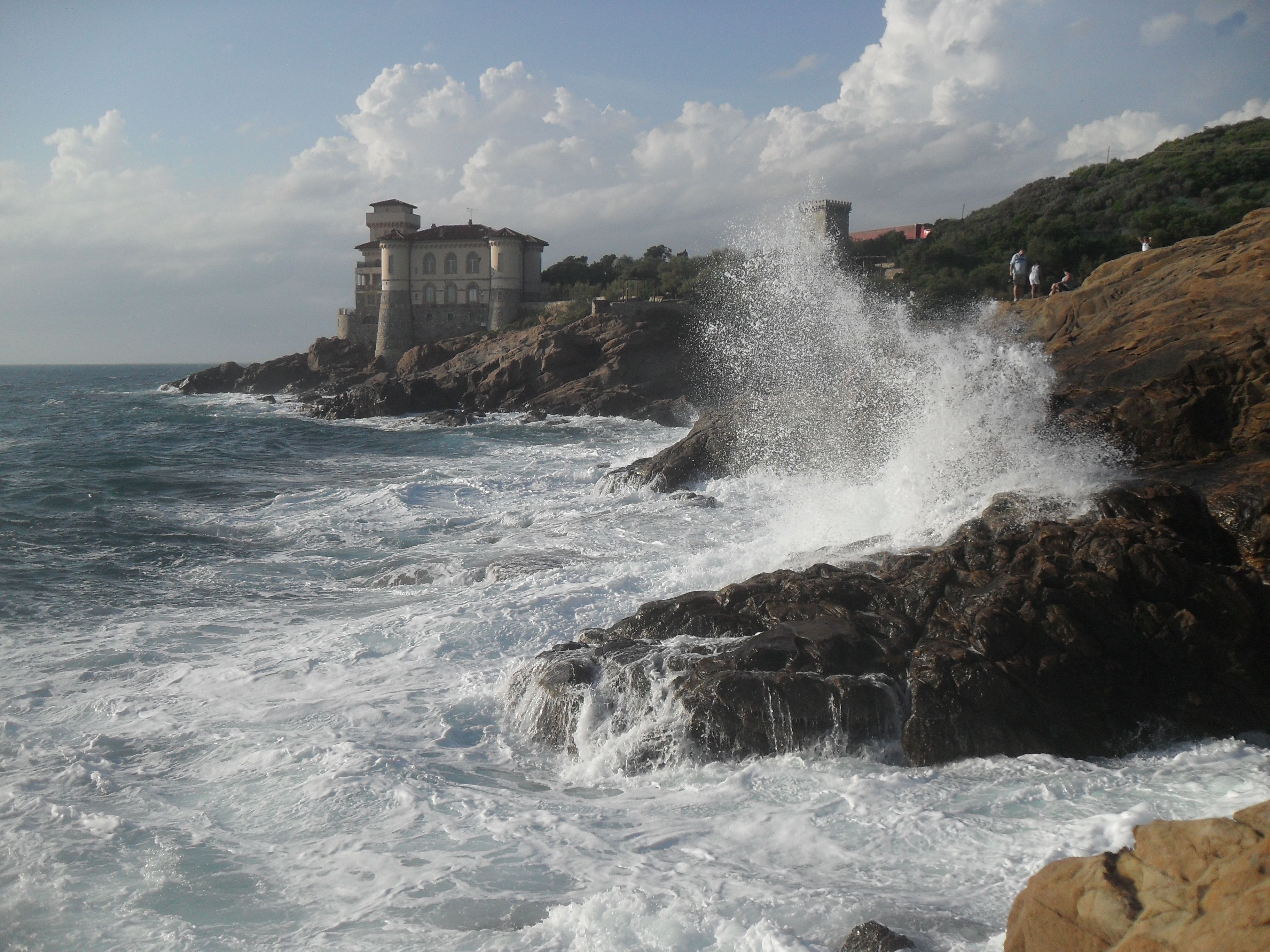
Il Castello del Boccale

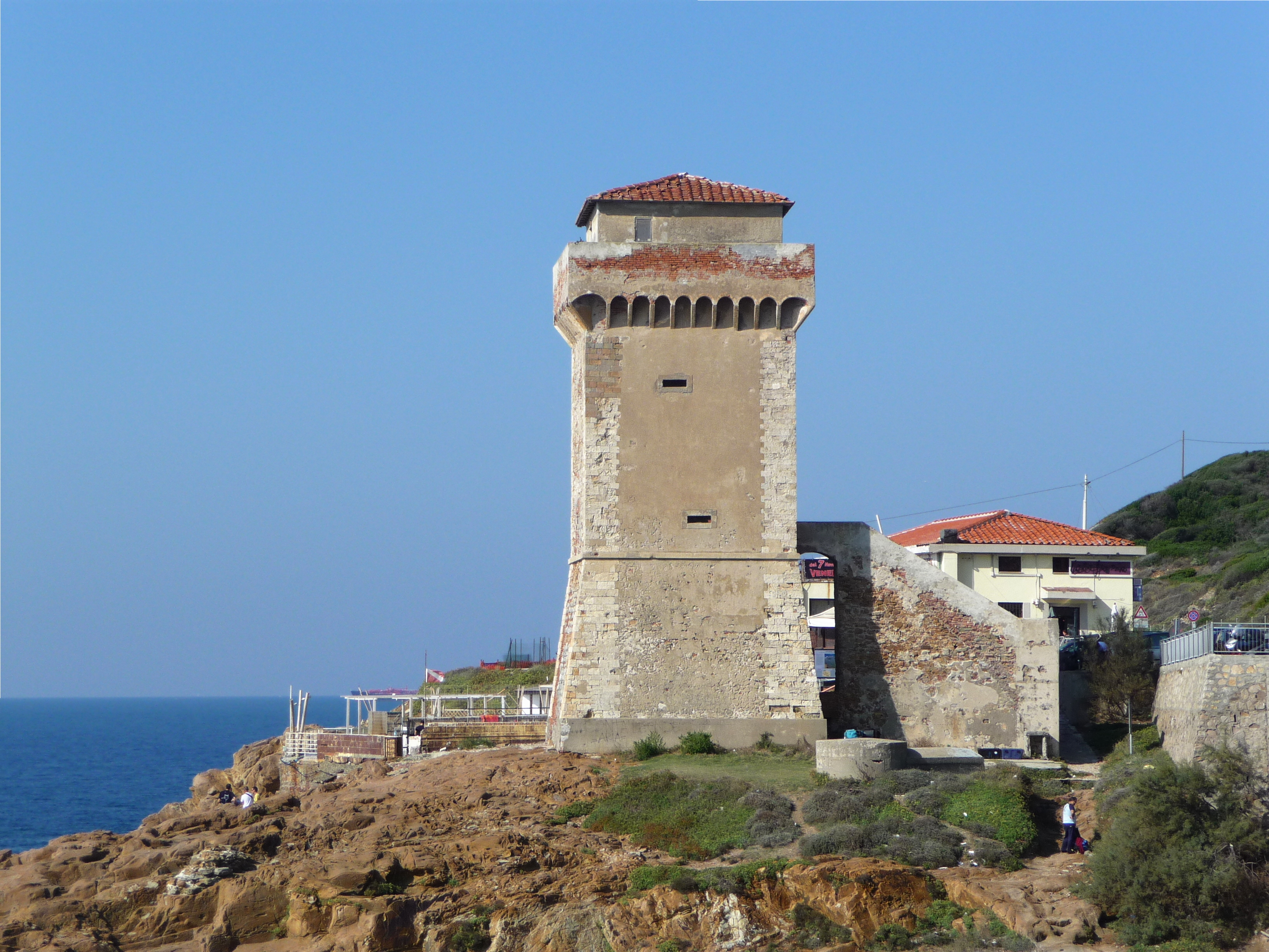
Torre di Calafuria

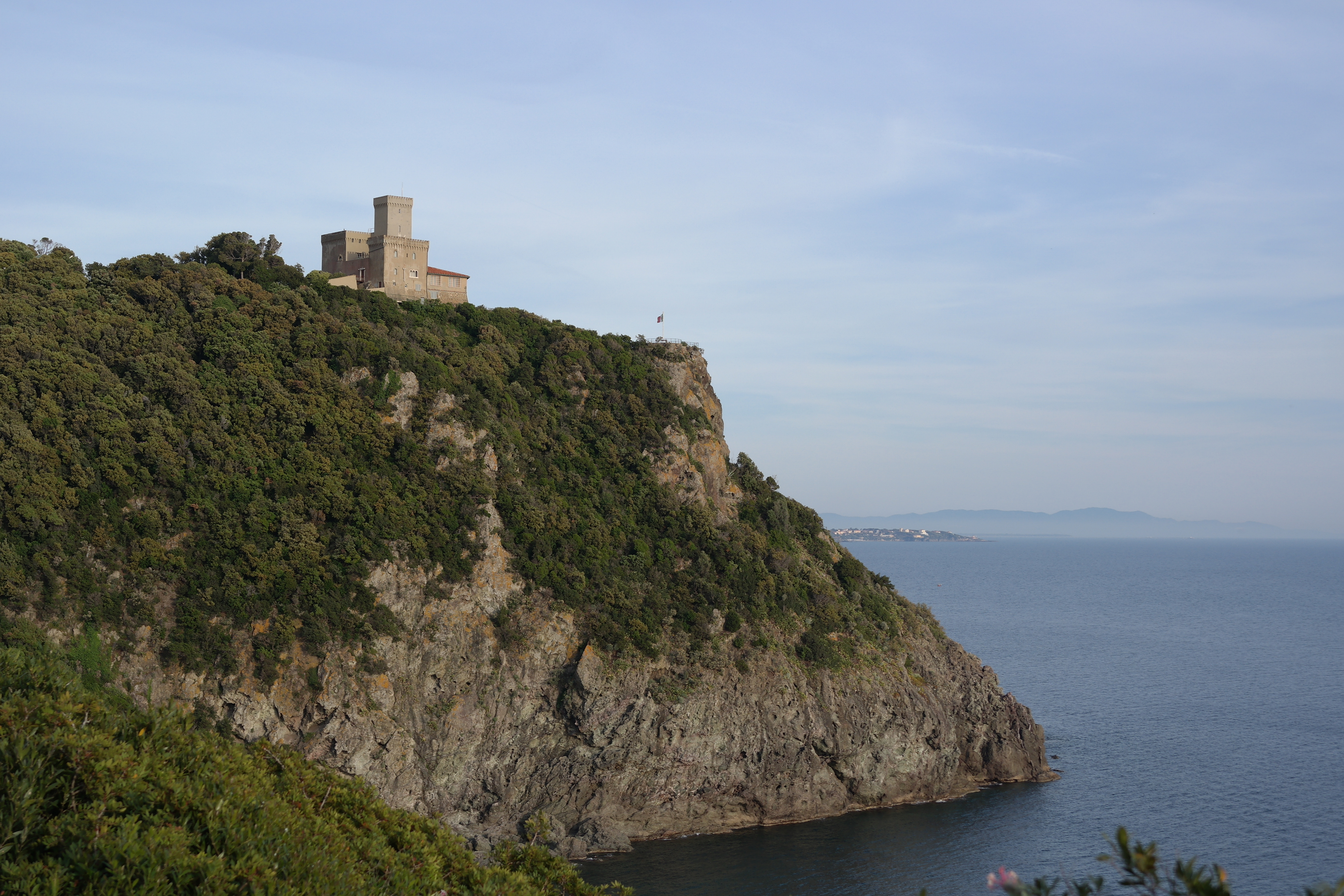
Il Castello Sonnino

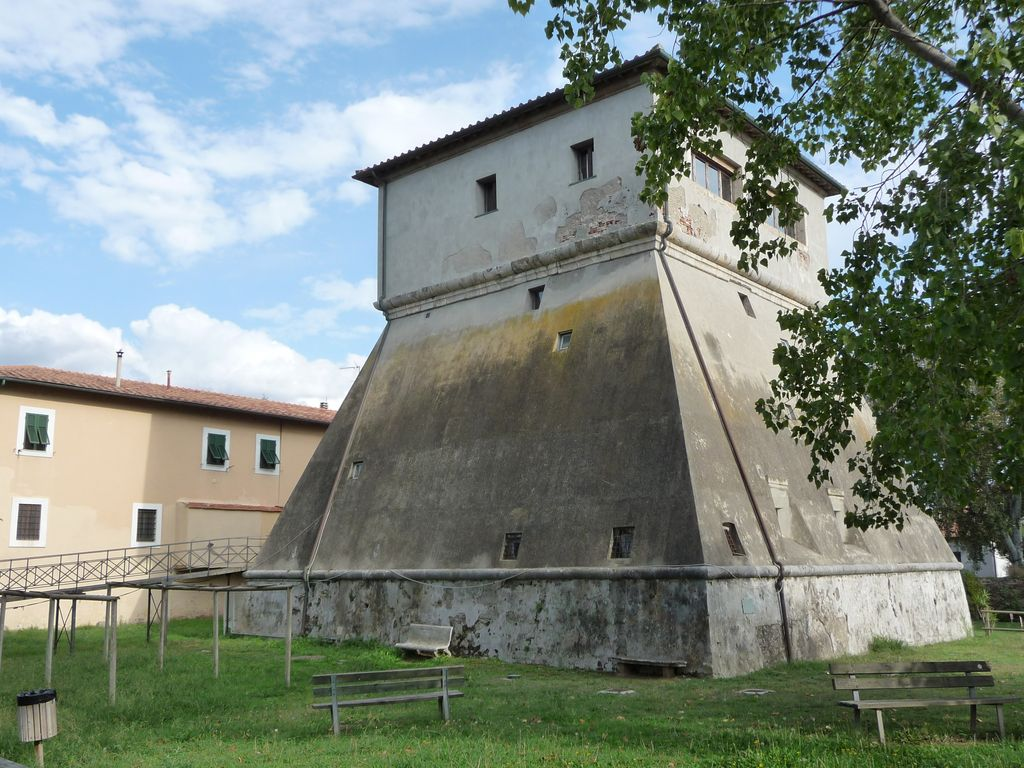
Torre di Vada

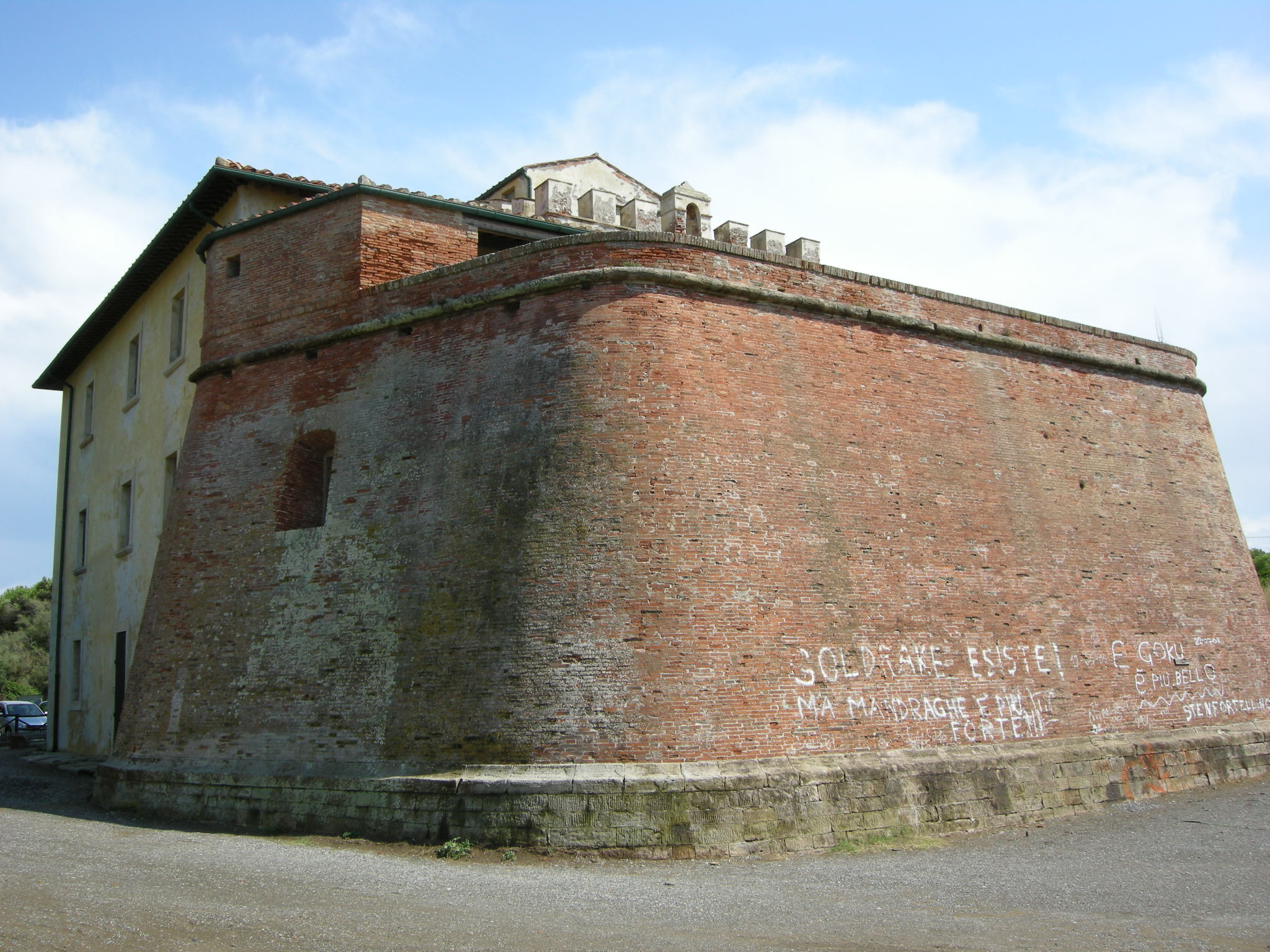
Forte di Marina di Castagneto Carducci

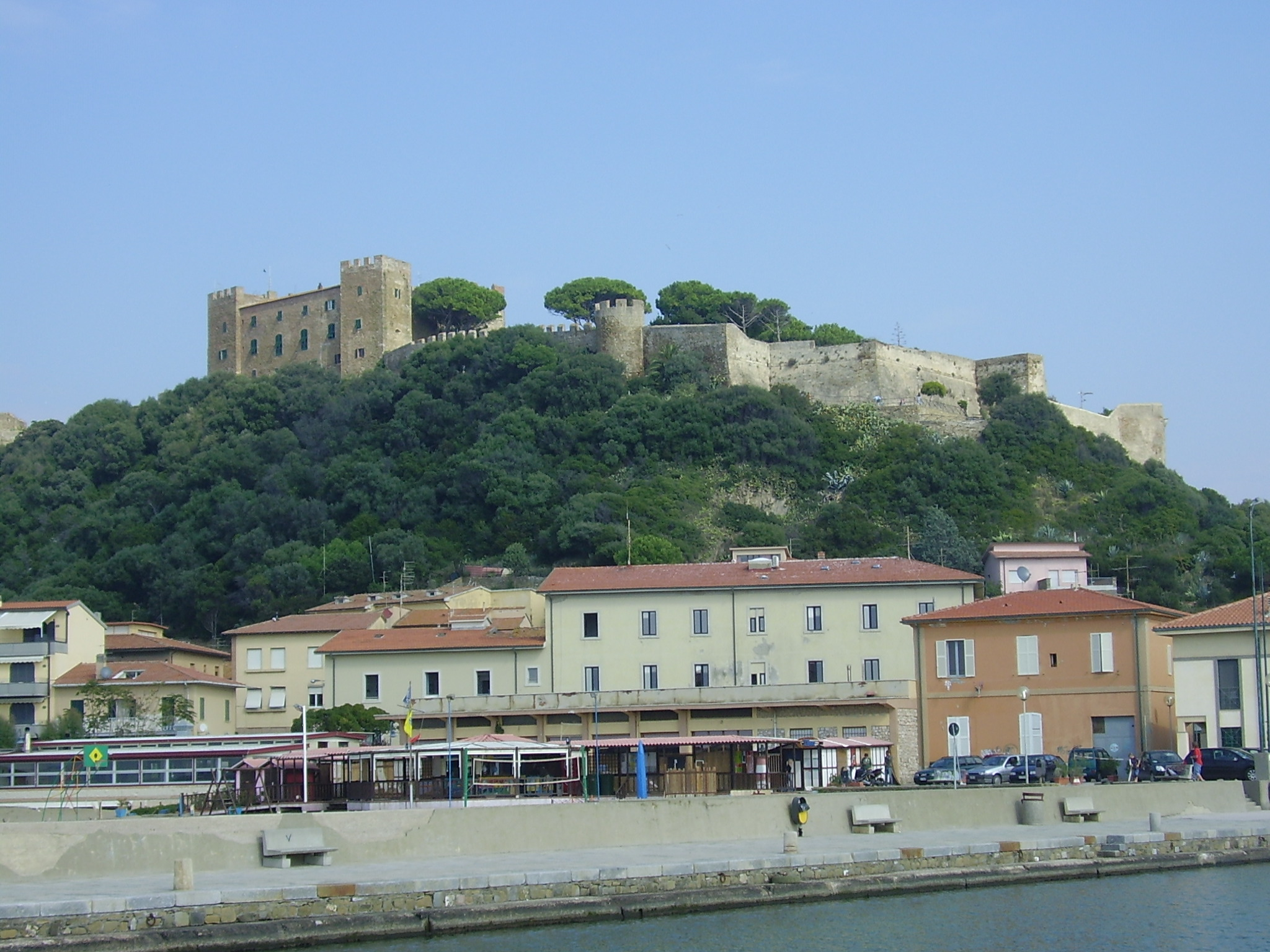
Il Castello di Castiglione della Pescaia

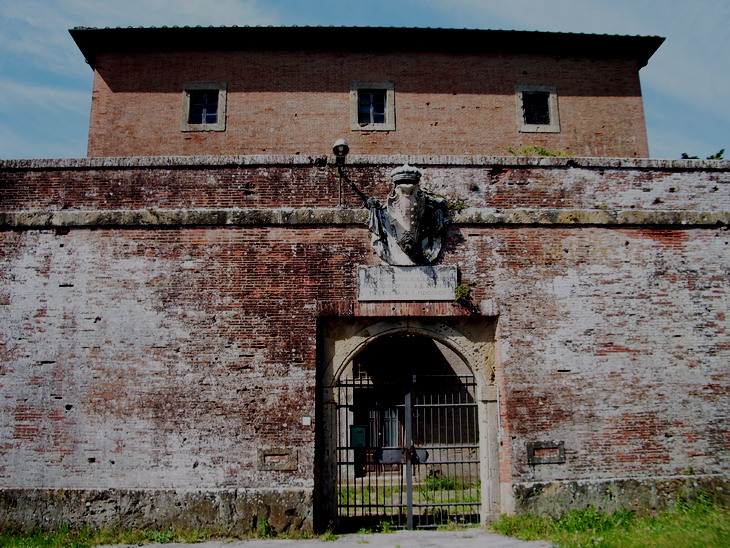
Forte di San Rocco

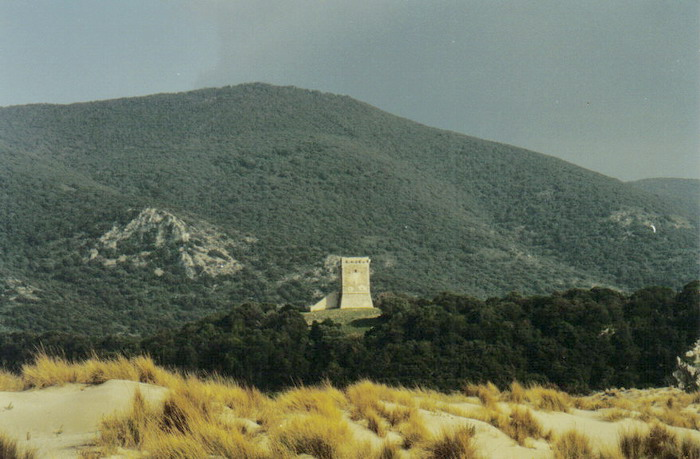
La Torre di Collelungo

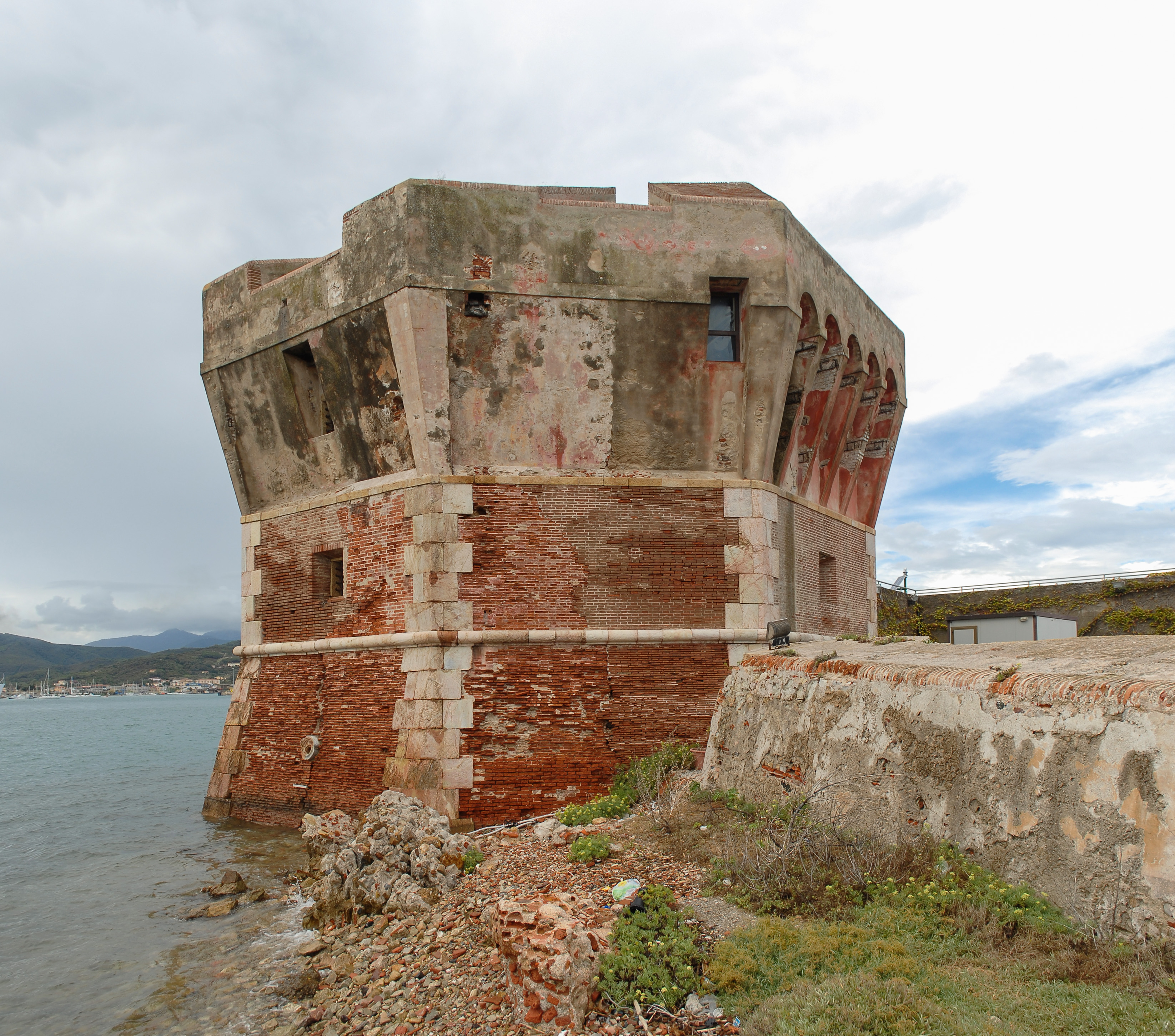
Torre della Linguella, Portoferraio

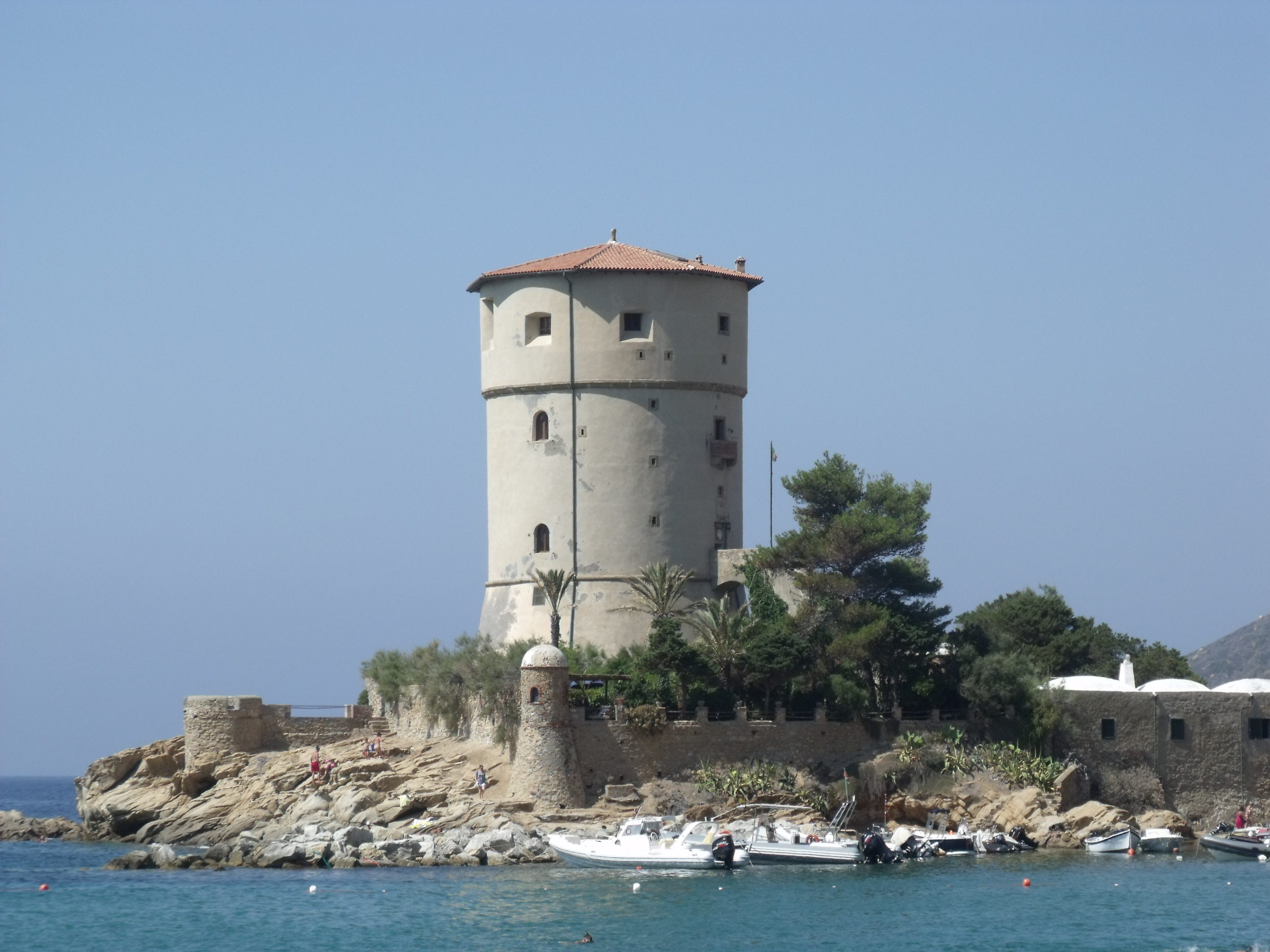
Torre del Campese, Giglio Campese

Le torri costiere del Granducato di Toscana furono costruite lungo il tratto costiero dell'antico stato granducale, per poter svolgere funzioni di avvistamento al fine di prevenire incursioni corsare, o vere e proprie azioni di difesa ed offesa in caso di invasione dal mare.
Le varie torri e fortificazioni costiere furono costruite in epoche diverse, in un lunghissimo periodo storico che spazia dal Medioevo all'epoca lorenese. Alcune di esse furono costruite in epoca medievale da signori locali (es. Aldobrandeschi) e governanti di stati successivamente decaduti e inglobati territorialmente nel Granducato di Toscana (es. Lucca, Pisa e Siena), altre vennero fatte realizzare dai Medici ed altre ancora dai Lorena in epoca granducale.
Dalla seconda metà del Cinquecento, periodo in cui fu adottato un organico sistema di controllo delle coste, fino ai primi anni dell'Ottocento il territorio granducale comprendeva gran parte del litorale toscano, escluse le zone controllate dal Principato di Piombino e dallo Stato dei Presidii nella parte meridionale della regione. Tra le isole, non erano ancora governate dal granducato l'Isola di Capraia (Repubblica di Genova), gran parte dell'Isola d'Elba (Principato di Piombino e Stato dei Presidii), l'Isola di Pianosa (Principato di Piombino), l'Isola di Montecristo (Principato di Piombino), l'Isola di Giannutri (Stato dei Presidii) e le isole minori tra la costa elbana orientale e il Golfo di Follonica (Principato di Piombino).
Le fortificazioni e le torri costiere risultano essere sporadiche lungo il litorale della Toscana settentrionale, mentre nell'intero tratto costiero a sud di Livorno e sulle isole si riscontra una maggiore densità di strutture difensive. A partire dal XVII secolo alle torri furono affiancate anche postazioni di alloggio e ricovero per il "Corpo dei Cavalleggeri" addette anche alla vigilanza costiera e a difesa circoscritta (case e ridotti dei cavalleggeri). Costituivano una linea continua di 81 località fortificate ad una distanza media di circa 3,5 km tra loro, unite tra loro dalla strada militare dei Cavalleggeri che dalla foce dell'Arno arrivava fino a Torre Nuova (San Vincenzo). (Per una loro precisa localizzazione è utile accedere al sito di "Sita Castore" ,catasto urbano del 1824 ed individuare sulle carte i singoli manufatti).
Da nord a sud, si segnalano le seguenti fortificazioni:
- ducato di Massa poi ducato di Modena:
- fortino Maria Beatrice  presso Bocca di Magra
- scalo di Avenza'
- ridotto di San Francesco presso il canale della Ricoltola
- ridotto di Redano
- scalo di San Giuseppe con dogana
- fortino "La Speranza"

- Cinquale: 
  - Torre del Cinquale e Forte di Porta
  - Casone dei Cavalleggeri a Porta Beltrame, dogana
  - ridotto del Cinquale Nuovo (1790)
- Forte dei Marmi:
  - Forte Lorenese, dogana e casa dei cavalleggeri

- Pietrasanta: ridotto dei cavalleggeri
- Torre di Motrone, dogana, scalo fino al 1813

- Repubblica di Lucca:
- Viareggio
  - Fortino di Ponente, dogana
  - Torre Matilde e Fortino sulla Foce di Viareggio sul canale della Burlamacca, dogana
  - Torre Guinigi o alla Macchia o Torre del Turco (Torre del Lago Puccini)
  - Fortino di Levante, dogana

- Pisa:
  - Torre di Migliarino e fortino (1765)
  - Torre di Bocca di Serchio, batteria e ridotto (1765)
  - fortino e ridotto di Bocca di Serchio Vecchio (1758), dogana
  - fortino di Bocca di Serchio Nuovo (1790)
  - Torre del Gombo, fortino (1765)
  - Forte di Bocca d'Arno Nuovo (1761), dogana (1770)
  - Torre di Bocca d'Arno in disuso dopo il 1606 poi venduta a privati
  - Torre di Mezza Piaggia (1765)

- Livorno:
  - Ridotto dei cavalleggeri del Calambrone (scomparso)
  - Torre del Magnale (scomparsa)
  - Torre Maltarchiata (rudere)
  - Torre Fraschetta (scomparsa)
  - Torre Formice (scomparsa)
  - Fanale di Livorno
  - Torre del Marzocco e fortino
  - Fortezza Vecchia a Livorno
  - Torre del Mulinaccio (scomparsa) e ridotto dei cavalleggeri
  - Forte dei Cavalleggeri (demolito, era dove ora sorge la Terrazza Mascagni)
  - Torre di San Jacopo in Acquaviva (integrata nella chiesa di San Jacopo in Acquaviva)
  - Complessi fortificati dei lazzaretti di San Jacopo e San Leopoldo (ora Accademia Navale)
  - Torre dell'Ardenza (scomparsa, situata presso la Rotonda d'Ardenza), scalo e dogana
  - Torre di Campo al Lupo (scomparsa)
  - Torre delle Fornaci (resti alla Spiaggia del Sale)
  - Torre e Castello di Antignano o di San Cosimo (1567)
  - Torre del Castellaccio (scomparsa, oggi sui suoi resti sorge Villa Gower)
  - Torre del Boccale o del Marroccone (integrata nel Castello del Boccale)
  - Torre di Calafuria o dei Mattaccini (1592)
  - Torre di San Salvatore o del Romito (integrata nel Castello Sonnino), batteria
  - Torre di San Martino a Quercianella (scomparsa)
  - Torre della Meloria (Secche della Meloria)
  - Torre Vecchia (Gorgona)
  - Torre Nuova (Gorgona)

- Rosignano Marittimo:
  - Casetta di Chioma
  - Casetta e ridotto dei cavalleggeri al Campolecciano a spese del Comune del Gabbro (1613-1764), poi sostituita con quella del Fortullino (1764-1870) con scalo, divenuta poi villa Fenzi
  - Torre di Castiglioncello (1570), ridotto e dogana
  - Casetta e ridotto dei Cavalleggeri di Monte alla rena (scomparsa, sorgeva presso il Bagno dei canottieri)
  - Torre della Chiusetta (presso Rosignano Solvay, scomparsa)
  - Torre di Vada, dogana

- Cecina:
  - casetta dei cavalleggeri di Capocavallo (scomparsa)
  - Torre di Bocca del Cecina, poi Villa Ginori, dogana e scalo

- Bibbona:
  - Casetta dei cavalleggeri poi Forte di Marina di Bibbona, scalo doganale

- Castagneto Carducci:
  - Casetta dei cavalleggeri poi Forte di Marina di Castagneto Carducci, scalo doganale

- San Vincenzo:
  - Torre di San Vincenzo, scalo doganale e batteria
  - Casetta e ridotto dei cavalleggeri sotto Campiglia (scomparsa)
  - Torre Vecchia o Torraccia
  - Torre Nuova, approdo per Portoferraio e dogana

- Portoferraio:
  - Torre della Linguella
  - Torre del Gallo
  - Forte Falcone
  - Forte Stella
  - Fortezza del Volterraio
  - Torre Nuova (scomparsa)
  - Torre Saracena presso Lacona

- Principato di Piombino:
  - Torre di Porto di Baratti, dogana
  - Rocca di Populonia
  - batteria di Rio Fanale
  - casetta del Falcone
  - batteria di Salivoli
  - fortezze di Piombino
  - batteria del Porto Vecchio
  - Torre del Sale, dogana
  - Torre Mozza (approdo)
  - scalo di Follonica, dogana, scalo del ferro
- Scarlino:
  - Puntone di Scarlino, dogana e scalo
  - Portiglioni, scalo (1760)
  - ridotto di Punta Martina
  - Torre Civette presso la Bandita di Scarlino, dogana
  - Torre del Barbiere o Hidalgo
  - Torre della Troia

- Castiglione della Pescaia:
  - Castello di Punta Ala, già Torre del Capo di Troia (Punta Ala), dogana (1788), sovranità toscana
  - Torre di Cala Galera (1568)
  - Forte delle Rocchette
  - Castello di Castiglione della Pescaia, porto e dogana

- Grosseto:
  - Forte delle Marze
  - Forte di San Rocco (Marina di Grosseto)
  - Torre della Trappola (Principina a Mare), dogana
  - Forte di Bocca d'Ombrone
  - Torre di Castel Marino (Monti dell'Uccellina)
  - Torre di Collelungo (Monti dell'Uccellina)
  - Torre dell'Uccellina (Monti dell'Uccellina)

- Magliano in Toscana:
  - Torre di Cala di Forno (Monti dell'Uccellina), scalo e dogana

- Isola del Giglio:
  - Torre del Campese
  - Torre del Lazzaretto
  - Torre del Saraceno, rivellino
  - Castellare del Giglio, scomparso

- Orbetello:
  - Torre di Poggio Raso (Monti dell'Uccellina)

- (Stato dei Presidi), in unione personale con il Regno di Napoli
  - Torre delle Cannelle (Monti dell'Uccellina)
  - Torre di Capo d'Uomo
  - Rocca di Talamone, porto e dogana
  - Torre di Talamonaccio

- Capalbio:
  - Forte di Macchiatonda o di Selva Piana
  - Torre di Selva Nera
  - Torre di Burano
  - Ridotto del Chiarone o della Graticciaia, dogana